# 연산면
연산면(連山面)은 대한민국 충청남도 논산시에 설치된 면이다.

## 소개
'연산면'은 본래 연산군의 소재지로서 '현내면'이며, 황령, 신곡, 남촌, 북촌, 신암의 5개리를 관할하다가, 1914년 행정개편 당시 백석면14개리 부적면의 14개리와, 내적면의 12'개리 및, 노성군 하도면의 숙진동을 병합하여 연산면이라 하고 논산군에 편입되어 19개리를 관할하다가, 1983년에 양촌면 신양리를 통합하여 20개리를 행정구역으로 현재에 이른다.
이리하여 연산면은 법정리 20개리에 40개의 행정리가 있고, 161개의 반이 있으며 111개의 자연부락으로 총면적은 55.01km2로 3,121가구에 인구 7,289명이 산다.

## 행정 구역
- 고양리(高陽里)
- 고정리(高井里)
- 관동리(官洞里)
- 덕암리(德巖里)
- 백석리(白石里)
- 사포리(沙浦里)
- 송산리(松山里)
- 송정리(松亭里)
- 신암리(莘巖里)
- 신양리(新良里)
- 어은리(魚隱里)
- 연산리(連山里)
- 오산리(梧山里)
- 임리(林里)
- 장전리(長田里)
- 천호리(千護里)
- 청동리(靑銅里): 행정복지센터 소재지
- 표정리(表井里)
- 한전리(閑田里)
- 화악리(花岳里)